# Spadella gaetanoi
Espèce
Spadella gaetanoi est une espèce de chaetognathes de la famille des Spadellidae.

## Description
Spadella gaetanoi a un corps opaque, aplati dorso-ventralement, avec des muscles bien développés. Il est large au niveau de la partie postérieure du tronc. La longueur maximale d'un adulte est de 3 mm, nageoire caudale non incluse et qui représente environ 54 % du corps. La tête est grande, arrondie, presque deux fois plus large que le cou. Le cou est distinct et couvert par une épaisse collerette. Les yeux sont grands et ronds, dont la région pigmentée est grande avec un pigment en forme de "H" laissant quatre espaces clairs remplis de lentilles. Les crochets sont minces, fortement incurvés, généralement huit ou neuf (dix maximum) de chaque côté de la tête. Les dents antérieures sont quatre par côté de la tête. Elles sont longues, minces et courbées. Les dents au milieu de chaque ensemble sont les plus longues. Les dents postérieures sont de quatre ou cinq de chaque côté de la tête. Elles sont minces et petites lorsqu'elle sont présentes. La couronne ciliaire est un ovale parfait, avec l'axe le plus long transversal à l'axe longitudinal du corps. Elle couvre le cou, s'étendant dans la région de la collerette du cou. La collerette est épaisse, bien développée, s'étendant de la tête au niveau du septum postérieur et progressant le long du segment de la queue jusqu'à la nageoire caudale. Il est plus large au niveau du cou. Les diverticules intestinaux sont absents. Le ganglion ventral est grand, épais et il occupe totalement la largeur et presque la moitié de la longueur du tronc. Il est situé à mi-longueur du tronc, plus près du cou que du septum postérieur. Il existe une paire de nageoires latérales qui sont longues, étroites, plus larges à mi-longueur. Elles s'étendent de la partie postérieure du tronc, d'un niveau antérieur à l'ouverture des oviductes, aux vésicules séminales. Elles sont entièrement rayonnées. La nageoire caudale est longue, arrondie le long de la pointe de la queue. Elle est continue avec les nageoires latérales par une bande membraneuse sans rayons qui couvre la partie ventrale des vésicules séminales. Absence d'organes adhésifs. Cependant, sur le côté ventral, à mi-chemin de l'extrémité de la queue aux vésicules séminales, il y a de chaque côté une structure qui pourrait avoir une fonction adhésive. Les ovaires s'étendent jusqu'à la région du cou, atteignant le niveau de l'extrémité postérieure de la couronne ciliaire. Les ovules sont grands, sur une seule rangée, et moins de dix par ovaire. Les vésicules séminales touchent l'extrémité postérieure de la nageoire latérale et la nageoire caudale. Elles sont petites, réniformes et s'ouvrent sur le côté dorsal par une fente latéro-dorsale. Cette ouverture est en forme d'encoche. Les taches sensorielles sont réparties sur les bords de la face ventrale et les côtés dorsaux.

## Alimentation
Spadella gaetanoi se nourrit de copécodes et de larves d'invertébrés. 

## Distribution
Spadella gaetanoi a été trouvé à l'intérieur de la lagune à l'ouest de l'atoll de Kure, à Hawaii, aux États-Unis.
Il a été trouvé à 6 m de profondeur, sur des substrats de débris sableux.

## Étymologie
Son nom spécifique, gaetanoi, lui a été donné en l'honneur du navigateur Juan Gaetano, découvreur des îles hawaïennes en 1555.

## Publication originale
- (en) Angeles Alvariño, « Spadella gaetanoi, a new benthic Chaetognath from Hawaii », Proceedings of the Biological Society of Washington, Washington, Biological Society of Washington (d), vol. 91, no 3,‎ 1978, p. 650-657 (ISSN 0006-324X et 1943-6327, OCLC 879737061, lire en ligne).